# Cimetière Saint-Lazare (Riazan)
Pour les articles homonymes, voir Cimetière Saint-Lazare.
Le cimetière Saint-Lazare (Лазаревское кладбище) est l'un des cimetières les plus anciens de la ville de Riazan en Russie. Fermé en 1968 aux nouvelles inhumations, il est aujourd'hui dans un état pitoyable. 

## Historique
Le cimetière Saint-Lazare a été fondé à la limite sud (à l'époque) de la ville de Riazan en 1774, sous le règne de Catherine II. Il est baptisé du nom de l'église construite en ce lieu. Beaucoup d'habitants de la ville y sont inhumés, en particulier des soldats de la guerre patriotique de 1812, de la guerre russo-japonaise de 1905, et de la grande guerre patriotique de 1941-1945.
Le cimetière est entouré en 1876 d'une enceinte de briques, conservée en partie aujourd'hui. Une parcelle au sud-ouest est réservée aux juifs et aux Tatars musulmans. Un autre terrain vague et sans tombes était réservée aux fosses où étaient ensevelies les victimes du goulag des années de la terreur stalinienne. Cette parcelle de 400 mètres carrés était sous la surveillance de gardiens du NKVD, jusqu'à la fin des années 1950.
Le cimetière a été fermé aux nouvelles inhumations en 1968 et s'est enfoncé petit à petit dans un état de délabrement. Toutefois, certaines mesures de conservations ont été prises au début des années 2000.

## Ancienne église Saint-Lazare

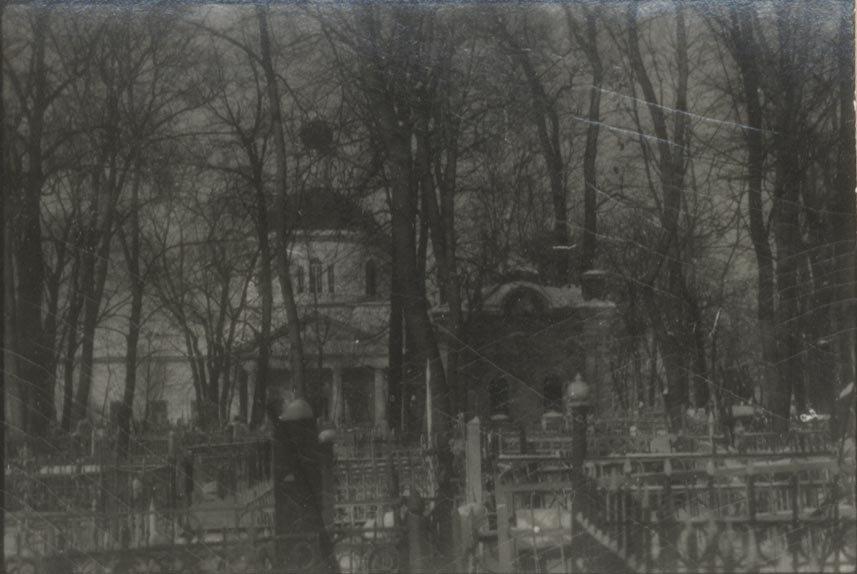
Ancienne église Saint-Lazare

C'est en 1792 qu'une veuve fortunée, Natalia Milhaïlovna Khrouchtchiova, finance la construction d'une église dans le village de Kanichtchevo, et l'ancienne église de bois du village est transférée gratuitement au cimetière Saint-Lazare. Elle est remplacée en 1823 par une église d'architecture néoclassique qui est terminée en 1826. Elle comprend des absides dédiées à l'icône de Notre-Dame de Kazan et à saint Athanase l'Athonite et l'autel à saint Lazare. C'est dans cette église qu'ont eu lieu les funérailles du père d'Ivan Pavlov qui était prêtre orthodoxe de la paroisse depuis 1868. La mère de l'académicien et des membres de sa parenté sont également enterrés au cimetière. Ivan Pavlov s'est rendu à l'église et au cimetière en 1935, lorsqu'il est venu à Riazan.
L'église a été démolie lors d'une campagne d'athéisme en 1936. Elle a été remplacée par une petite église de bois en l'an 2000.

## Personnalités

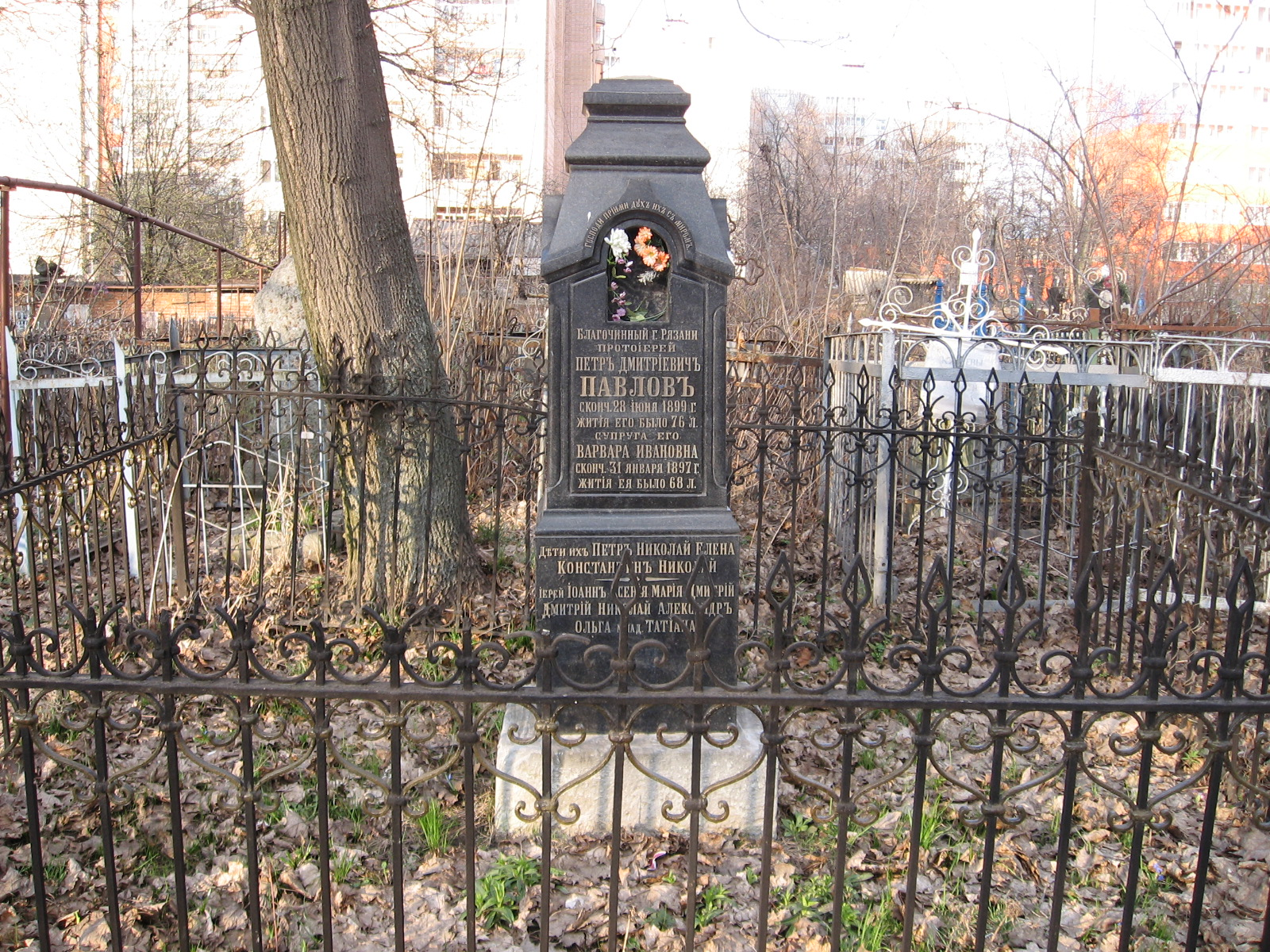
Tombe des parents de l'académicien Pavlov

Plusieurs notabilités locales sont enterrées au cimetière, comme les peintres Nikolaï Choumov (1827-1905), Grigori Volkov, Iakov Kalinitchenko, organisateur de l'académie des beaux-arts de Riazan; ou des hommes de lettres locaux, comme Boris Leontiev, Alexandre Tchouvakine; le moine compositeur Mikhaïl Vinogradov (1809-1888); ou le directeur de théâtre Alexandre Kanine (1877-1953).

## Source
- (ru) Cet article est partiellement ou en totalité issu de l’article de Wikipédia en russe intitulé « Лазаревское кладбище (Рязань) » (voir la liste des auteurs).